# Live in Hyde Park
Live in Hyde Park je první živé album skupiny Red Hot Chili Peppers. Bylo natočeno v londýnské parku Hyde park během tří dní v roce 2004.

## Seznam písní
Disc 1
1. "Intro" – 3:55
2. "Can't Stop" – 5:13
3. "Around the World" – 4:12
4. "Scar Tissue" – 4:08
5. "By the Way" – 5:20
6. "Fortune Faded" – 3:28
7. „I Feel Love“ (Summer) – 1:28
8. "Otherside" – 4:34
9. "Easily" – 5:00
10. "Universally Speaking" – 4:16
11. "Get on Top" – 4:06
12. „Brandy“ (Looking Glass) – 3:34
13. "Don't Forget Me" – 5:22
14. "Rolling Sly Stone" – 5:06

Disc 2
1. "Throw Away Your Television" – 7:30
2. "Leverage of Space" – 3:29
3. "Purple Stain" – 4:16
4. "The Zephyr Song" – 7:04
5. "Californication" – 5:26
6. "Right on Time" – 3:54
7. "*" (intro)
8. "Parallel Universe" – 5:37
9. „Drum Homage Medley“: – 1:29
  - "Rock and Roll"
  - "Good Times Bad Times"
  - "Sunday Bloody Sunday"
  - "We Will Rock You"
10. "Under the Bridge" – 4:54
11. „Black Cross“ (45 Grave) – 3:30
12. "Flea's Trumpet Treated by John" – 3:28
13. "Give It Away" – 13:17